# Reuschel & Co. Privatbankiers
Reuschel & Co. Privatbankiers is een Duitse privébank met zetel in München.
De bank werd opgericht in 1947. Sinds 1970 is de bank onderdeel van de groep van de Dresdner Bank en sinds 2001 van de Allianz Group. Het klantenbestand bestaat vooral uit middenstanders en vermogende privéklanten.